# Odontopera fuscilinea
Odontopera fuscilinea là một loài bướm đêm trong họ Geometridae.